# 近鉄山田線

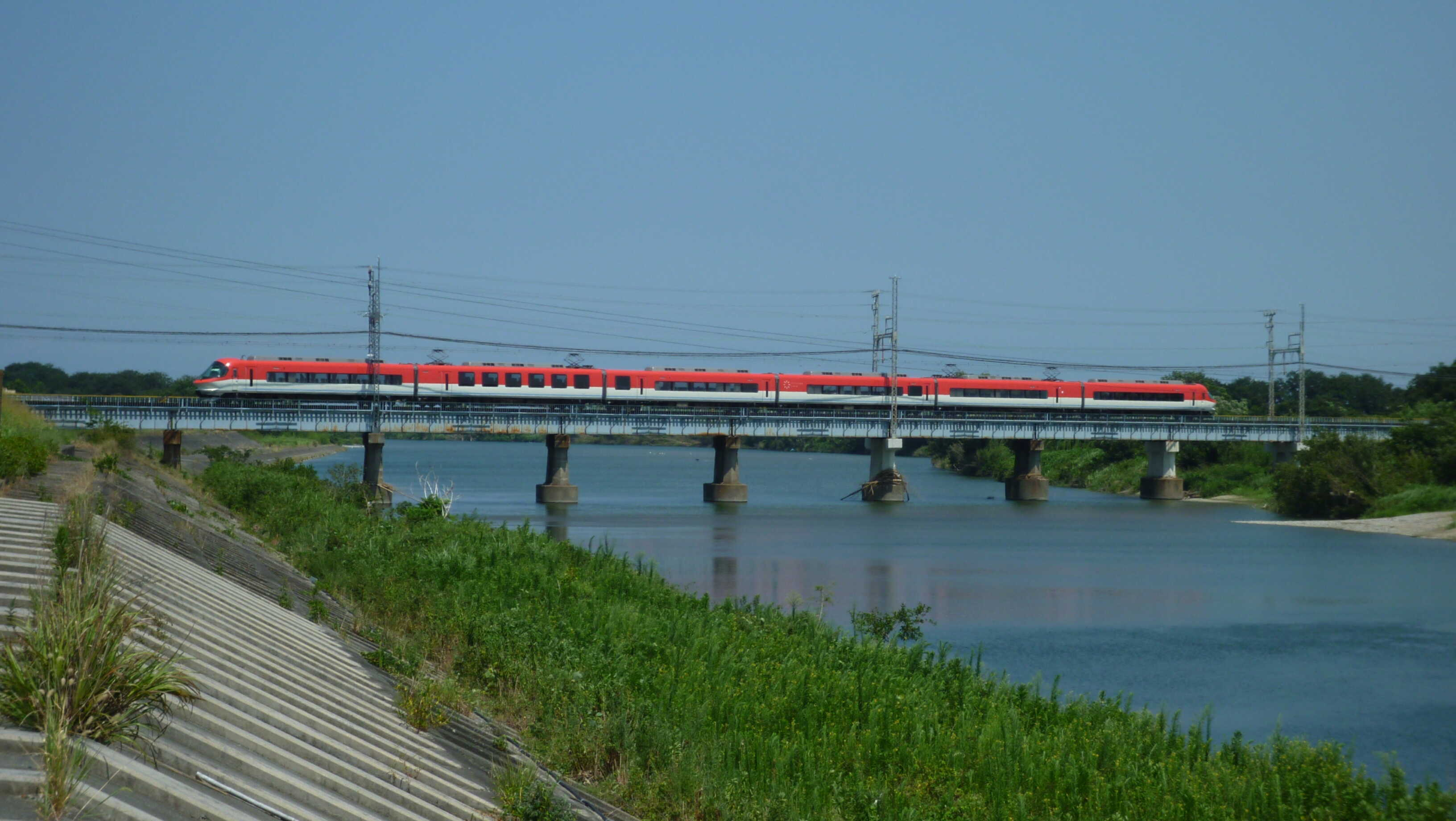
櫛田川橋梁

山田線（やまだせん）は、三重県松阪市の伊勢中川駅から同県伊勢市の宇治山田駅までを結ぶ近畿日本鉄道（近鉄）の鉄道路線。
駅ナンバリング等で使われる路線記号はM。番号部分は京都線・橿原線・大阪線から続く番号（京都駅を01とみなす）になっている。

## 概要
大阪線や名古屋線などを経由して、大阪・京都・名古屋方面から伊勢志摩方面への多数の特急列車が通る観光路線である。宇治山田駅から先は特急を中心に鳥羽線・志摩線に直通する列車も多数設定されている。2013年からは観光特急「しまかぜ」が運行されている。
路線名の山田とは伊勢市駅（旧・山田駅）及び終点の宇治山田駅界隈を含む伊勢神宮外宮の門前町を指す伊勢市（旧・宇治山田市）の地名に由来する。宇治山田駅は伊勢神宮の玄関口で、その駅舎は国の登録有形文化財に登録されている。また、宇治山田駅の隣の伊勢市駅は伊勢神宮外宮の最寄駅である。
松阪駅 - 伊勢市駅間で東海旅客鉄道（JR東海）の紀勢本線・参宮線と競合しているが、旧参宮街道に沿っており、ルートは並行していない。名古屋線津駅 - 松阪間も伊勢中川駅を迂回しているため並行はしていないものの、紀勢本線と競合する。しかし、JRは単線・非電化であるのに対して、近鉄は全線が複線・電化で運転本数が多い。
全線でスルッとKANSAIカードおよびJスルーカードは利用できないが、PiTaPaやICOCAのほか、TOICAやmanacaなどのICカードが全国相互利用サービスにより利用が可能で、自動改札機設置が設置されている伊勢中川駅・松阪駅・伊勢市駅・宇治山田駅を除いた各駅に簡易改札機を設置して対応している。
キロポストは大阪線からの数字を受け継いでおり、大阪上本町駅からの距離の表示となっている。ただし、山田線内の実キロ数は旧青山トンネル経由の距離が記されている。

### 路線データ
- 路線距離（営業キロ）：28.3 km
- 軌間：1435mm
- 駅数：14駅（起終点駅含む）
- 複線区間：全線
- 電化区間：全線電化（直流1500V）
- 閉塞方式：自動閉塞式
- 最高速度：130 km/h[1]

全線、名古屋統括部（旧名古屋営業局）の管轄である。

## 運行形態
特急列車のほか、松阪駅・宇治山田駅・五十鈴川駅・鳥羽駅と大阪・名古屋方面とを結ぶ急行と、朝と夜に大阪方面との快速急行が運行されている。
おおむね平坦線で、松阪駅付近と宮町駅 - 宇治山田駅間を除いて急カーブがないため線形は良好であるが、速達列車の本数が多く日中を中心にそれらが2・3本続いて走る時間帯もあるため、ダイヤに余裕が盛り込まれており、さほどの全力疾走は行われない。それでも停車駅が少ないこともあって、伊勢中川駅 - 宇治山田駅間の所要時間は最短で特急が21分（表定速度81km/h）、快速急行・急行でも23分（同74km/h）、半分以上を占める松阪駅 - 伊勢市駅の無停車区間に限れば特急が12分（同97km/h）、快速急行・急行が14分（同83km/h）となり、表定速度が高い。

### 運行本数
日中1時間あたりの運行本数は以下のようになっている。
| 駅名 ＼ 種別 | 直通先                       | 伊勢中川 | …   | 松阪 | …   | 宇治山田 | 鳥羽線直通 |
| ------------ | ---------------------------- | -------- | --- | ---- | --- | -------- | ---------- |
| 特急         | ←名古屋線 近鉄名古屋駅       | 2本      | 2本 | 2本  | 2本 | 2本      | 2本        |
| 特急         | ←大阪線経由難波線 大阪難波駅 | 1本      | 1本 | 1本  | 1本 | 1本      | 1本        |
| 急行         | ←近鉄名古屋駅                | 1本      | 1本 | 1本  | 1本 | 1本      | 1本        |
| 急行         | ←近鉄名古屋駅                | 2本      | 2本 | 2本  |     |          |            |
| 普通         |                              | 2本      | 2本 | 2本  | 2本 | 2本      | 2本        |

### 特急

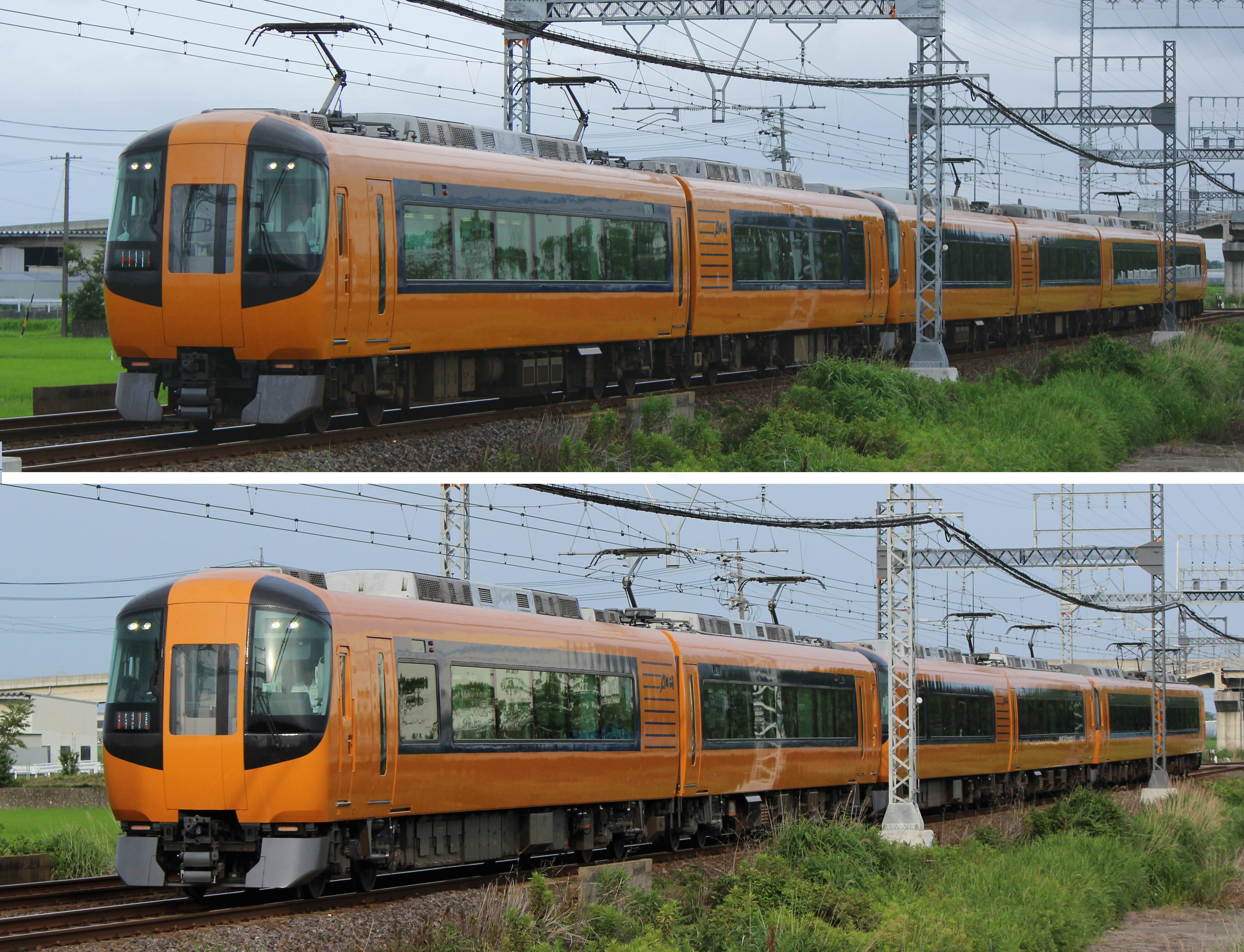
櫛田駅 - 東松阪駅間を走行する22600系Aceの阪伊特急（上）と名伊特急（下）

終日運転されている。山田線内での停車駅は阪伊・名伊甲特急および「しまかぜ」が伊勢市駅、宇治山田駅で、それ以外の特急が伊勢中川駅、松阪駅、伊勢市駅、宇治山田駅である。多くの列車が鳥羽線五十鈴川駅・鳥羽駅・志摩線賢島駅まで直通している。
日中は大阪難波駅・大阪上本町駅発着の阪伊乙特急が各1本ずつ、近鉄名古屋駅発着の名伊乙特急が2本で合計3本が運転されている。朝夕時間帯には京都駅発着の京伊特急、「しまかぜ」（大阪難波駅発着、京都駅発着、近鉄名古屋駅発着が運休日を除き1日1往復ずつ）、さらに土休日には甲特急（停車駅の少ない特急）も運転される。また、ラッシュ時には松阪駅発着の乙特急・京伊特急も運転されており、伊勢中川駅 - 松阪駅間では最大4本 - 6本運転、松阪駅 - 宇治山田駅間でも2 - 4本の運転が確保されている。
編成両数は4 - 8両であるが、多客時の阪伊特急の増結を考慮して伊勢中川駅・松阪駅・伊勢市駅・宇治山田駅のホーム長は最大10両まで対応可能である。山田線の特急停車駅では伊勢中川駅が増結・切り離し可能であるが定期列車は山田線内での増結・切り離しを行わない。
編成の向きが阪伊・京伊特急と名伊特急では異なっており、前者は賢島寄り、後者は名古屋寄りが1号車になっている。これらは中川短絡線を経由する名阪特急の編成に合わせているためである。

### 快速急行・急行
急行系の列車は終日運転されている。山田線内での基本停車駅は乙特急と同じであるが、朝の近鉄名古屋駅発着の一部列車は宮町駅にも停車する。
日中は近鉄名古屋駅発着の列車が1本、約1時間間隔で鳥羽線五十鈴川駅（一部は宇治山田駅まで）まで運転されており、伊勢中川駅 - 松阪駅間では近鉄名古屋駅発着の急行が2本追加されて合計3本運転されている。日中以外は大阪線から直通し鳥羽線五十鈴川駅（一部は宇治山田駅まで）まで運転される列車が追加されるほか、近鉄名古屋駅発着列車を中心とした一部の列車が鳥羽線鳥羽駅まで運転される。大阪上本町駅発着の列車のうち、松阪駅・五十鈴川駅 発着の一部列車は快速急行として運転されるが、大阪線榊原温泉口駅から鳥羽線鳥羽駅までは停車駅や所要時間に急行との違いはない。
編成両数は大阪線直通・名古屋線直通列車ともに種別・行先を問わず6両編成が基本で、日中以外の一部列車は4両編成で運転されている。ほとんどの列車が長距離を走破するため、異常時の突発的な運用変更がない限りは必ず2610系・5200系・5820系などのトイレ付きの車両が充当されている。
山田線内では特急を待避しない。
急行通過駅の一部および鳥羽線朝熊駅・池の浦駅は終日無人駅であることや、急行停車駅間の距離が長いこともあって、不定期で車内検札が実施される場合がある。
2016年3月19日のダイヤ変更で快速急行の運転時間帯が大きく変更され、朝は6時台上り始発と平日10時台下り五十鈴川駅終着、夕刻は19時から21時台 (平日は22時台) 下り到着列車のみとなり、2018年3月17日のダイヤ変更で平日10時台下りの五十鈴川行きが消滅した。また、2016年3月18日までは朝に名張発五十鈴川行き急行が、2018年3月16日までは平日朝に1本のみ名張発松阪行き急行 が設定されていた。2021年7月3日のダイヤ変更で日中の大阪上本町駅発着の急行が運転を取りやめ、同時間帯は近鉄名古屋駅発着の急行のみの運転となった。

### 普通
普通列車は多くが伊勢中川駅 - 志摩線賢島駅間の運転で、ラッシュ時に伊勢中川駅 - 宇治山田駅・鳥羽線五十鈴川駅・鳥羽駅間の列車、早朝と夜間に明星駅 - 宇治山田駅・鳥羽駅間の列車、日中に伊勢中川駅 - 鳥羽駅間の列車、朝と夜間に名古屋線白塚駅 - 賢島駅間直通の列車がある。早朝と夜間の一部列車を除いてワンマン運転を行っている。
日中と深夜は毎時2本30分間隔での運転が基本で、朝夕のラッシュ時には毎時3本 - 最大5本の運転となる。
朝夕の一部列車を除いて2両編成で運転されているが、急行停車駅以外の各駅のホーム有効長は1992年より4両に変更されている。一部、名古屋線からの伊勢中川行きが伊勢中川駅で系統変更し宇治山田駅まで運転する（その逆もある）列車や、早朝に1本のみ明星駅始発の列車が大阪線名張駅まで直通運転されている。
特急・快速急行・急行との緩急接続はおおむね伊勢中川駅か松阪駅（松阪駅では一部列車のみ）、伊勢市駅または宇治山田駅で行われており、日中は松阪駅または櫛田駅、明星駅または明野駅のいずれか2か所で特急・急行の待避を2回以上行う。直通列車を中心に運転距離は長いものの、トイレは設置されていない。
2004年までは宮町駅にて折り返す志摩線直通列車（ワンマン運転）や大阪線名張駅・東青山駅 - 宇治山田駅間の大阪線直通列車、2009年までは下りにも1本大阪線名張発明星行きの直通列車（現在は名張発伊勢中川行きと伊勢中川発明星行きに系統分割）があった。2012年3月19日までは下りは基本的に白塚発の時点から賢島行きとして運転されるのに対し、上り列車については賢島発伊勢中川行きとして運転され、伊勢中川駅到着後に列車番号を変更し、改めて白塚行きとして継続運転するのが基本であった。

### 過去にあった種別

#### 区間快速急行
2012年3月19日まで、大阪上本町駅 - 松阪駅間に区間快速急行が運転されていた。山田線内の停車駅は乙特急や快速急行・急行と同じである。同年3月20日のダイヤ変更からは快速急行に種別を改めた。廃止前の最後期であった2011年度は、松阪駅始発の大阪上本町行き区間快速急行は平日1本、休日は2本運転（すべて早朝に運転）され、松阪駅終着の区間快速急行は平日は4本（うち1本は朝に運転）、休日は2本運転されていた。終夜運転では青山町駅・松阪駅発着を延長運転する形式で、宇治山田駅・五十鈴川駅発着も運転されていた。

#### 区間急行
上記区間快速急行の前身として、上本町駅（現在の大阪上本町駅） - 松阪駅間（1976 - 1978年は平日1本のみ名張発宇治山田行きも運行）に区間急行が運転されていた。設定時期は1964年10月1日から1970年3月21日変更前までと1976年3月18日から1978年3月18日変更前までであった。中間の1970年から1976年までは、区間急行は山田線内では運行されず、松阪駅発着列車も急行として運行されていた。

#### 通勤急行
上記区間急行のさらなる前身として、上本町駅 - 松阪駅間に通勤急行が運行されていた。設定時期は1961年3月頃から1964年10月1日変更前までであった。

#### 準急
1983年3月18日のダイヤ変更まで、近鉄名古屋駅 - 鳥羽駅間に準急が運転されていた。山田線内の停車駅は急行の全列車停車駅と同じで、一部の急行が停車する宮町駅は通過していた。また、1959年の名古屋線改軌前による1960年1月20日変更前までは、大阪線名張駅から宇治山田駅間にも準急が運転されていた。

#### 直行
1964年3月23日のダイヤ変更まで、近畿日本名古屋駅（現在の近鉄名古屋駅） - 宇治山田駅間に直行が運転されていた。山田線内は各駅停車で、通過駅は名古屋線内の米野駅 - 戸田駅間の各駅と佐古木駅のみであった（富吉駅は当時未開業）。

### 大晦日終夜運転
大晦日から元旦にかけての終夜運転は、大阪・京都・名古屋から伊勢方面への特急が運転されているほか、伊勢中川駅 - 五十鈴川駅で普通が約30分間隔で運転される形態となっている。
2019年度以前は大阪・京都・名古屋から伊勢方面への特急が各々約20 - 120分間隔、大阪・名古屋方面から伊勢方面への急行が各々約60分間隔で運転されていたほか、普通が30 - 60分間隔で運転される形態となっていた。また、山田線明星駅始発の大阪線名張駅直通の普通列車が宇治山田駅始発に変更されていた。
2020年度は新型コロナウイルス感染拡大の影響で終夜運転は行われなかった。
2021年度以降は大阪難波行きと京都行きの特急の併結特急と急行の運転が取りやめられている。

### 臨時列車
毎年7月中旬の伊勢神宮奉納全国花火大会の時には、宇治山田発伊勢中川行き急行が運転される。

### 観光列車「つどい」
2013年10月に開催される第62回伊勢神宮式年遷宮に合わせ、2013年10月5日から伊勢市駅 - 志摩線賢島駅にて運転されていた観光列車。土休日の日中2往復のみ運転されており、山田線内では伊勢市駅と宇治山田駅に停車していた。車両は専用形式の2013系が充当された。伊勢市駅では折り返しができないため、明星駅まで回送してから折り返していた。

## 車両
大阪線との直通列車は基本的に大阪線所属の車両が使用され、それ以外の列車は基本的に名古屋線所属の車両が使用されている。また、ワンマン列車には名古屋線所属の1201系・1230系・1240系・1259系・1440系・9000系（ワンマン対応車のみ）が使用されている。

## 歴史
参宮急行電鉄により大阪から伊勢神宮への速達ルートを開く目的で建設が行われた。
開通と同じ1930年には、地元企業の伊勢電気鉄道が桑名駅 - 伊勢電津駅 - 新松阪駅 - 大神宮前駅間と松阪と伊勢の間で参宮急行電鉄と競合する路線を開業させている。これは、参宮急行電鉄とその親会社である大阪電気軌道が関西系の企業であり、地元企業としての意地からほぼ同時期に建設されたものである。伊勢電気鉄道は結局この無理な伊勢進出が祟って経営に行き詰ってしまい、参宮急行電鉄に買収され、同社自設の路線を参急本線としたのに対し、名古屋伊勢本線と呼ばれるようになった。
参宮急行電鉄は、子会社の関西急行電鉄によって伊勢電気鉄道が計画しつつも果たせなかった名古屋進出を1938年に達成し、後にその関西急行電鉄を買収、さらに1941年に大阪電気軌道と合併して関西急行鉄道となるが、この際に参急本線のうち津線（参急中川駅 - 江戸橋駅間）と接する伊勢中川駅より西の区間をそれまでの大阪電気軌道桜井線と併せて大阪線、東の区間を山田線とした（名古屋伊勢本線も名古屋線と伊勢線に分割され、津線は名古屋線に編入された）。伊勢線のうち山田線と並行する新松阪駅 - 大神宮前駅間は1942年に廃止され、江戸橋駅 - 部田駅（かつての伊勢電津駅） - 新松阪間も近畿日本鉄道発足後の1961年に廃線となった。

### 年表
- 1930年（昭和5年）
  - 3月27日：参宮急行電鉄により松阪駅 - 外宮前駅（現在の宮町駅）が開業。
  - 5月18日：参急中川駅（現在の伊勢中川駅） - 松阪駅間が開業。
  - 9月21日：外宮前駅 - 山田駅（現在の伊勢市駅）間が開業。
  - 12月20日：現在の大阪線全通により上本町駅（現在の大阪上本町駅） - 山田駅間直通運転開始。
- 1931年（昭和6年）
  - 3月17日：山田駅 - 宇治山田駅間が開業し全通。
  - 7月4日：小俣駅開業。
- 1933年（昭和8年）3月20日：外宮前駅を宮町駅に改称[7]。
- 1937年（昭和12年）11月3日：参急松江駅を廃止し、名古屋伊勢本線との乗り換え駅として松ヶ崎駅開業。
- 1941年（昭和16年）3月15日：大阪電気軌道が参宮急行電鉄を合併、関西急行鉄道となる。伊勢中川駅 - 宇治山田駅間を山田線とする。参急中川駅を伊勢中川駅に、参急中原駅を伊勢中原駅に改称。
- 1943年（昭和18年）10月23日：漕代駅開業。
- 1944年（昭和19年）6月1日：関西急行鉄道が南海鉄道と合併、近畿日本鉄道設立。
- 1945年（昭和20年）6月1日：東松阪駅休止。
- 1946年（昭和21年）3月15日：東松阪駅営業再開。
- 1959年（昭和34年）
  - 7月15日：山田駅を伊勢市駅に改称。
  - 12月12日：近畿日本名古屋駅（現在の近鉄名古屋駅） - 宇治山田駅間直通運転開始。
- 1968年（昭和43年）3月1日：自動列車停止装置 (ATS) 使用開始[8]。
- 1988年（昭和63年）
  - 3月18日：特急の120km/h運転開始。
  - この年：3扉転換クロスシート車両5200系の営業運転開始。
- 1992年（平成4年）3月：櫛田駅・明野駅に通過線が設置され、輸送力が増強される。
- 1994年（平成6年）3月15日：23000系（伊勢志摩ライナー）の営業運転開始。特急の130km/h運転開始。
- 1996年（平成8年）
  - 2月：2610系2621Fを改造したL/Cカー試作編成の試験運用開始。
  - 3月15日：阪伊特急・名伊特の運行体制見直し（一部列車の臨時列車格下げなど）が始まる。
- 1997年（平成9年）8月：新造L/Cカー（5800系：大阪・名古屋線用は5810番台）の営業運転開始。（※1997年から1998年にかけて、2610系2626F・2627Fおよび2800系2811F・2813F・2815Fの各編成もL/Cカーに改造。）
- 1998年（平成10年）3月17日：23000系を阪伊乙特急・名伊乙特急にも運用開始。
- 2001年（平成13年）
  - 3月22日：日中の伊勢中川駅 - 宇治山田駅間普通の本数を毎時3本から毎時2本に削減[9]。
  - 5月30日：宮町駅 - 宇治山田駅間においてワンマン運転開始。
- 2002年（平成14年）：シリーズ21（5820系：大阪線用は5850番台）の営業運転開始。
- 2003年（平成15年）3月6日：京伊特急の一部が大和八木 - 賢島間で阪伊乙特急と併結運転。京伊特急の全列車が伊勢中川駅にも停車。
- 2004年（平成16年）3月18日：全区間でワンマン運転開始。
- 2007年（平成19年）4月1日：各駅でPiTaPa・ICOCAの取り扱い開始。
- 2010年（平成22年）4月1日：伊勢中川駅 - 宇治山田駅間の全線で名古屋列車運行管理システム「KRONOS」（クロノス）の運用開始[10]
- 2013年（平成25年）3月21日：観光特急50000系（しまかぜ）の営業運転開始。
- 2014年（平成26年）3月25日 - 28日：天皇・皇后の三重訪問に伴うお召し列車が、近鉄名古屋駅 - 宇治山田駅間に運転される（往路：25日、復路：28日）。50000系を充当。[11]

## 駅一覧
- 全駅三重県内に所在。
- ●：停車、▲：一部の列車が停車、｜↓：通過（↓：宇治山田方面のみ運転）
- 普通列車は省略：各駅に停車。快速急行は下りのみ運転。
- 特急列車は近鉄特急を参照。
- #印の駅は列車待避可能駅。明星駅には車庫が所在。

| 直通運転区間 | 直通運転区間 | 直通運転区間 | 直通運転区間 | 伊勢中川駅から ○普通…D 大阪線名張駅、E 名古屋線近鉄名古屋駅まで ○急行…D 大阪線大阪上本町駅、E 名古屋線近鉄名古屋駅まで ○快速急行…D 大阪線大阪上本町駅まで ○特急…A 難波線大阪難波駅、B 京都線京都駅、E 名古屋線近鉄名古屋駅まで | 伊勢中川駅から ○普通…D 大阪線名張駅、E 名古屋線近鉄名古屋駅まで ○急行…D 大阪線大阪上本町駅、E 名古屋線近鉄名古屋駅まで ○快速急行…D 大阪線大阪上本町駅まで ○特急…A 難波線大阪難波駅、B 京都線京都駅、E 名古屋線近鉄名古屋駅まで | 伊勢中川駅から ○普通…D 大阪線名張駅、E 名古屋線近鉄名古屋駅まで ○急行…D 大阪線大阪上本町駅、E 名古屋線近鉄名古屋駅まで ○快速急行…D 大阪線大阪上本町駅まで ○特急…A 難波線大阪難波駅、B 京都線京都駅、E 名古屋線近鉄名古屋駅まで | 伊勢中川駅から ○普通…D 大阪線名張駅、E 名古屋線近鉄名古屋駅まで ○急行…D 大阪線大阪上本町駅、E 名古屋線近鉄名古屋駅まで ○快速急行…D 大阪線大阪上本町駅まで ○特急…A 難波線大阪難波駅、B 京都線京都駅、E 名古屋線近鉄名古屋駅まで | 伊勢中川駅から ○普通…D 大阪線名張駅、E 名古屋線近鉄名古屋駅まで ○急行…D 大阪線大阪上本町駅、E 名古屋線近鉄名古屋駅まで ○快速急行…D 大阪線大阪上本町駅まで ○特急…A 難波線大阪難波駅、B 京都線京都駅、E 名古屋線近鉄名古屋駅まで | 伊勢中川駅から ○普通…D 大阪線名張駅、E 名古屋線近鉄名古屋駅まで ○急行…D 大阪線大阪上本町駅、E 名古屋線近鉄名古屋駅まで ○快速急行…D 大阪線大阪上本町駅まで ○特急…A 難波線大阪難波駅、B 京都線京都駅、E 名古屋線近鉄名古屋駅まで |
| M61          | 伊勢中川駅#  | -            | 0.0          | ● | ● | 近畿日本鉄道：D 大阪線 (D61)・E 名古屋線 (E61)（両線とも直通運転あり。上欄参照） | 松阪市 | | |
| M62          | 伊勢中原駅   | 3.0          | 3.0          | ｜ | ↓ | | 松阪市 | | |
| M63          | 松ヶ崎駅     | 2.7          | 5.7          | ｜ | ↓ | | 松阪市 | | |
| M64          | 松阪駅#      | 2.7          | 8.4          | ● | ● | 東海旅客鉄道：■紀勢本線・■名松線 | 松阪市 | | |
| M65          | 東松阪駅     | 1.6          | 10.0         | ｜ | ↓ | | 松阪市 | | |
| M66          | 櫛田駅#      | 3.9          | 13.9         | ｜ | ↓ | | 松阪市 | | |
| M67          | 漕代駅       | 1.9          | 15.8         | ｜ | ↓ | | 松阪市 | | |
| M68          | 斎宮駅       | 1.3          | 17.1         | ｜ | ↓ | | 多気郡 明和町 | | |
| M69          | 明星駅#      | 2.7          | 19.8         | ｜ | ↓ | | 多気郡 明和町 | | |
| M70          | 明野駅#      | 2.6          | 22.4         | ｜ | ↓ | | 伊勢市 | | |
| M71          | 小俣駅       | 1.8          | 24.2         | ｜ | ↓ | | 伊勢市 | | |
| M72          | 宮町駅       | 2.1          | 26.3         | ▲ | ↓ | | 伊勢市 | | |
| M73          | 伊勢市駅     | 1.4          | 27.7         | ● | ● | 東海旅客鉄道：■参宮線 | 伊勢市 | | |
| M74          | 宇治山田駅#  | 0.6          | 28.3         | ● | ● | 近畿日本鉄道：M 鳥羽線（直通運転あり。下欄参照） | 伊勢市 | | |
| 直通運転区間 | 直通運転区間 | 直通運転区間 | 直通運転区間 | 宇治山田駅から ○急行・快速急行…M 鳥羽線鳥羽駅まで ○普通・特急…M 志摩線賢島駅まで | 宇治山田駅から ○急行・快速急行…M 鳥羽線鳥羽駅まで ○普通・特急…M 志摩線賢島駅まで | 宇治山田駅から ○急行・快速急行…M 鳥羽線鳥羽駅まで ○普通・特急…M 志摩線賢島駅まで | 宇治山田駅から ○急行・快速急行…M 鳥羽線鳥羽駅まで ○普通・特急…M 志摩線賢島駅まで | 宇治山田駅から ○急行・快速急行…M 鳥羽線鳥羽駅まで ○普通・特急…M 志摩線賢島駅まで | 宇治山田駅から ○急行・快速急行…M 鳥羽線鳥羽駅まで ○普通・特急…M 志摩線賢島駅まで |

- 伊勢中川駅、松阪駅、櫛田駅、明星駅、明野駅、伊勢市駅、宇治山田駅以外は全て無人駅。

### 主要駅の乗降客数
2018年11月13日調査による主要駅の乗降客数は次の通り。
- 伊勢中川 7,264人
- 松阪 12,876人
- 斎宮 1,372人
- 明星 1,310人
- 明野 2,061人
- 宮町 1,227人
- 伊勢市 7,727人
- 宇治山田 8,650人